# Unorthodox (minissérie)
Unorthodox (no Brasil, Nada Ortodoxa)  é uma minissérie de televisão germano-americana que estreou na Netflix em 26 de março de 2020. A série foi inspirada e é vagamente baseada no livro Unorthodox: The Scandalous Rejection of My Hasidic Roots de Deborah Feldman, que deixou o movimento Satmar, uma comunidade hassídica na cidade de Nova York.
A minissérie é falada em inglês, ídiche e alemão, e foi escrita por Anna Winger e Alexa Karolinski, dirigida por Maria Schrader, produzida por Karolinski e filmada em Berlim. Unorthodox é a primeira série da Netflix a ser gravada principalmente em iídiche.
A Netflix lançou um documentário de 20 minutos, Making Unorthodox, que narra o processo criativo e as filmagens da minissérie.

## Sinopse
Uma judia de 19 anos chamada Esty foge de seu casamento arranjado e da comunidade ultraortodoxa em Williamsburg, Brooklyn. Ela se muda para Berlim, onde mora sua mãe distante, e tenta navegar entre uma vida secular e ter aulas em um conservatório de música. O marido, que descobre que estava grávida, viaja para Berlim com o primo, por ordem do rabino, para tentar encontrá-la.

## Elenco
- Shira Haas como Esther "Esty" Shapiro
- Jeff Wilbusch como Moishe Lefkovitch
- Amit Rahav como Yanky Shapiro
- Alex Reid como Leah Mandelbaum
- Ronit Asheri como Malka Schwartz
- Gera Sandler como Mordechai Schwartz
- Dina Doron como avó de Esty ("Bubbe")
- Aaron Altaras como Robert
- Tamar Amit-Joseph como Yael Roubeni
- Aziz Deyab como Salim
- David Mandelbaum como Zeidy
- Delia Mayer como Miriam Shapiro
- Feliz Mayr como Mike
- Eli Rosen como Rabi Yossele
- Safinaz Sattar como Dasia
- Langston Uibel como Axmed
- Isabel Schosnig como Nina Decker
- Laura Beckner como Vivian Dropkin
- Harvey Friedman como Symcha Shapiro
- Lenn Kudrjawizki como Igor
- Yousef 'Joe' Sweid como Karim Nuri

## Produção
Feldman abordou os escritores Winger e Karolinski para transformar sua autobiografia em uma série de televisão. Eles assumiram o projeto em parte porque a história se mesclava com vários tópicos de interesse mútuo, especialmente os desafios de ser judeu na Alemanha. Winger disse que a história "tem uma espécie de duplicação da história", retratando um personagem judeu que foge dos "limites da própria vida", retornando "à fonte do trauma de sua comunidade". Como Feldman é uma figura pública, os escritores mudaram sua vida nas sequências ficcionais de Berlim, mas basearam os flashbacks no livro.
Uma das primeiras contratações foi o ator e especialista em iídiche Eli Rosen, que traduziu os roteiros, treinou os atores, ajudou com detalhes culturais e interpretou o rabino. A equipe de produção fez duas viagens de pesquisa ao bairro de Williamsburg, no Brooklyn, visitando os edifícios e se encontrando com a comunidade de judeus de Satmar, onde parte da história se passa. Jeff Wilbusch foi o único entre os quatro atores principais a ser um falante nativo de iídiche da comunidade Satmar (através do bairro de Mea Shearim, em Jerusalém).
As filmagens começaram em Nova York e depois se mudaram para Berlim, onde o designer de produção construiu cenários de interiores no CCC Filmstudios  que sincronizavam com os exteriores do Brooklyn. Os locais de Berlim incluem a Potsdamer Platz, que serviu de cenário para a academia de música e os arredores, e o lago Wannsee (Großer Wannsee), onde, como mencionado na história, a Solução Final foi planejada em uma vila costeira.
Para os designers de produção e figurino, o projeto apresentou o desafio de criar um filme de época ambientado nos dias atuais, com o personagem principal passando gradualmente entre eles. As filmagens de dois dias do casamento foram uma tarefa complexa, envolvendo cerca de cem extras que tiveram que retratar com precisão uma celebração cultural diferenciada. "A piada do programa era que os homens precisavam de muito mais cabelo e maquiagem do que as mulheres", disse Winger. A figurinista Justine Seymour obteve algumas roupas em Williamsburg, mas não os caros chapéus de pele, shtreimels, que foram feitos por uma companhia de teatro de Berlim usando peles falsas.